# Entogonia cuprinaria
Entogonia cuprinaria là một loài bướm đêm trong họ Geometridae.